# (18462) Riccò
(18462) Ricco, désignation internationale (18462) Riccò, est un astéroïde de la ceinture principale.

## Description
(18462) Ricco est un astéroïde de la ceinture principale. Il fut découvert le 26 août 1995 à Bologne par l'observatoire San Vittore. Il présente une orbite caractérisée par un demi-grand axe de 2,90 UA, une excentricité de 0,09 et une inclinaison de 2,3° par rapport à l'écliptique.

## Compléments